# Campeón de Campeones 1944-45
El Campeón de Campeones 1944-45 fue la IV edición del Campeón de Campeones que enfrentó al campeón de la Liga 1944-45: España y al campeón de la Copa México 1944-45: Puebla.
El título se jugó a partido único realizado en el Parque Asturias de la Ciudad de México. Al final de éste, el España consiguió adjudicarse por segunda vez en su historia este trofeo.

## Participantes
| España |  |  |  | Campeón de la Primera División de México (1944-45) |
| Puebla |  |  |  | Campeón de la Copa México (1944-45)                |

## El partido
| 1 de julio de 1945 | España                                      | 3:0 (2:0) | Puebla | Parque Asturias, Ciudad de México |                           |
|                    | Quesada 12' · Gil Fernández 36' · Tuñas 64' |           |        | Árbitro(s): Vicente Rubio         | Árbitro(s): Vicente Rubio |

| Campeón de Campeones 1944-45 |
| ---------------------------- |
|                              |
| España                       |
| 2° Título                    |